# Chelsy
Chelsy（チェルシー）は、日本のガールズバンド。Honey Bee Studio所属。レーベルはHoney Bee Records。2018年5月23日に解散した。

## 経歴
2011年、近藤ひさしとSony Musicの共同オーディション「みつばち軽音楽部」の1期生として、MIO、AMI、SHIZUKAの3人が入部。当時は3人とも知り合いではなく、それぞれ別々にレッスンを受けていたが、レッスン終了後にオーディションのスタッフから「この3人でバンドを組んでみないか」と言われたことをきっかけに結成。2012年2月に初ライブを開催。
SHIZUKAによると『当初オーディションをきっかけに集まったことから、「ぽんぽん順調にいくんじゃないか」と他人事だったとのことで、その後1度契約を切られた時期にMIOが1度脱退（後に復帰）したことをきっかけに3人で話し合う機会ができ、そこから深まった』ことをインタビューで語っている。2013年12月18日に東京・Star loungeで開催されたフリーライブ「うれしい×たのしい=Chelsy チケット無料!集まれ!冬の大感謝祭」で、2014年3月19日に4曲入りCD『I'LL BE ON MY WAY』をタワーレコード限定で発売することを発表。
2013年6月23日に東京・Shibuya eggmanで開催された自主企画ライブ「つのだっつーの!〜2本なんです!なつのワンマン編〜」の中でメジャー・デビューすることを発表し、9月24日にシングル『I will/Animation』でメジャー・デビュー。
2018年2月25日、公式サイト上で5月23日のワンマンライブをもって解散することを発表。4月18日にベスト・アルバム『THE BEST OF CHELSY』を発売し、5月23日に東京・新宿LOFTで開催された「Chelsy ラストワンマンLIVE」をもって解散。

## メンバー
※特記を除き、出典は公式サイトの「PROFILE」。
解散時のメンバー
- MIO（ミオ、1994年11月22日 - ）（30歳） - ボーカル、ギター
血液型はA型。
Chelsy解散後はバンド活動時より並行して行っていたソロプロジェクトのGive Me Owを本格始動。個人活動名は漢字表記の「美緒」に変更。

- SHIZUKA（シズカ、1993年5月5日 - ）（32歳） - ベース、コーラス
血液型はO型。
Chelsy解散後一時渡米して活動していたが2020年4月に帰国。
Give Me Owを含むアーティストのサポートミュージシャンとしての活動や、元Salleyのうらら(vo.)、IRIS MONDOのスーパーさったん(G)、元凸凹凸凹-ルリロリ-の渚奈子(ds.)とのコピーバンドユニットコピーキャッツの活動を行っている。

- AMI（アミ、1993年10月7日 - ）（31歳） - ドラムス、コーラス
血液型はO型。
Chelsy解散後、ソロプロジェクトのTENDERLAMPを始動。
舞台や映画等演劇方面でも活動している。

途中脱退したメンバー
- ARISA（アリサ、1989年10月27日 - ）（35歳） - キーボード
脱退後はMONTBLANC（モンブラン）を経てSMOKY & THE SUGAR GLIDER（スモグラ）に所属。

## 作品
※「最高位」は、すべてオリコンウィークリーランキングでの最高位

### シングル
| # | 発売日        | タイトル          | レーベル               | 最高位 | 初収録アルバム     |
| - | ------------- | ----------------- | ---------------------- | ------ | ------------------ |
| 1 | 2014年9月24日 | I will/Animation  | SMAR                   | 47位   | THE BEST OF CHELSY |
| 2 | 2014年12月3日 | YES/Good-bye girl | SMAR                   | 90位   | THE BEST OF CHELSY |
| 3 | 2015年5月27日 | SistAr            | SMAR                   | 65位   | THE BEST OF CHELSY |
| 4 | 2015年9月2日  | I miss you        | Honey Bee / ハピネット | 116位  | THE BEST OF CHELSY |
| 5 | 2016年9月7日  | Kite              | Honey Bee / ビーイング | - 位   | THE BEST OF CHELSY |

### 配信
| 発売日         | タイトル       | 初収録アルバム        |
| -------------- | -------------- | --------------------- |
| 2016年10月19日 | Orange         | WILL BE FINE TOMORROW |
| 2016年12月7日  | It's fine days | WILL BE FINE TOMORROW |

### ミニアルバム
| # | 発売日        | タイトル              | レーベル                       |
| - | ------------- | --------------------- | ------------------------------ |
| 1 | 2014年3月19日 | I'LL BE ON MY WAY     | A Records                      |
| 2 | 2016年4月21日 | ESCAPE ON THE WEEKEND | Honey Bee Records / ビーイング |
| 3 | 2017年5月24日 | WILL BE FINE TOMORROW | Honey Bee Records / ビーイング |

### ベストアルバム
| 発売日        | タイトル           | レーベル                       | 品番        | 最高位 |
| ------------- | ------------------ | ------------------------------ | ----------- | ------ |
| 2018年4月18日 | THE BEST OF CHELSY | Honey Bee Records / ビーイング | HCB-012/013 | 171位  |

### ライブDVD
| 発売日         | タイトル                                                                                         | レーベル                       | 品番    |
| -------------- | ------------------------------------------------------------------------------------------------ | ------------------------------ | ------- |
| 2017年12月13日 | Chelsy LIVE 2017〜ちぇる子とちぇる男のカーニバルはじめちゃうんだツアー〜 in SHIBUYA CLUB QUATTRO | Honey Bee Records / ビーイング | HBB-501 |

## タイアップ
| タイトル | タイアップ                                      | 年   |
| -------- | ----------------------------------------------- | ---- |
| I will   | テレビアニメ『アオハライド』挿入歌              | 2014 |
| Kite     | 映画『クハナ!』主題歌                           | 2016 |
| Town     | 映画『クハナ！』エンディングテーマ              | 2016 |
| Orange   | ヴィアティン三重 オフィシャルサポーターズソング | 2016 |

## 出演

### 舞台
- 劇団クロックガールズ「鈴木さんチ」（2015年3月3日 - 7日）※AMI出演
- 劇団ズッキュン娘「グッバイ、マザー」（2015年11月21日 - 23日）※MIO出演

### 映画
- 世界でいちばん長い写真（2018年、ダブ (企業)[22]）※AMI出演

## ワンマンライブ
- Chelsy!春らんまん エッグマンで 初ワンマン!!
  - 2014年03月22日：渋谷eggman
- つのだっつーの!〜2本なんです!なつのワンマン編〜
  - 2014年06月23日：渋谷eggman
- 忘れられない日に、忘れさせないレコ発ライブ! デビューします。
  - 2014年09月24日：渋谷eggman
- Chelsy's Happy Easter
  - 2015年04月05日：TSUTAYA O-WEST
- I'm here cause I miss you
  - 2015年09月05日：SHIBUYA DUO MUSIC EXCHANGE
- 3人官女のひな祭り
  - 2016年02月17日：渋谷WWW
- 東名阪ワンマンツアー2016「ESCAPE ON THE WEEKEND」
  - 2016年06月05日：大阪・心斎橋 ヒルズパン工場
  - 2016年06月12日：名古屋・ell.FITS ALL
  - 2016年07月03日：東京・新宿LOFT
- Chelsy LIVE 2017〜ちぇる子とちぇる男のカーニバルはじめちゃうんだツアー〜
  - 2017年06月22日：大阪・心斎橋 ヒルズパン工場
  - 2017年06月24日：名古屋・ハートランド
  - 2017年07月02日：東京・SHIBUYA CLUB QUATTRO
- Chelsy ラストワンマンLIVE
  - 2018年05月23日：新宿LOFT

### SNS
- MIO@Chelsy (@12miooooopy) - X（旧Twitter）
- MIO オフィシャルブログ - Ameba Blog
- AMI Chelsy.drum (@amipoooom) - X（旧Twitter）
- AMI オフィシャルブログ - Ameba Blog
- SHIZUKA 💘 Chelsy (@shizupy55) - X（旧Twitter）
- SHIZUKA オフィシャルブログ - Ameba Blog